# Rotterdam Open 2023
Rotterdam Open 2023 a fost un turneu profesionist de tenis organizat în cadrul circuitului masculin ATP Tour, care a avut loc în perioada 13–19 februarie, la arena Rotterdam Ahoy pe terenuri acoperite cu suprafață dură.
Turneul cu un buget de 2.074.505 de euro a fost cea de-a 50-a ediție a Rotterdam Open, parte a categoriei ATP 500 din sezonul Circuitul ATP 2023.

## Campioni

### Simplu
Pentru mai multe informații consultați Rotterdam Open 2023 – Simplu

### Dublu
Pentru mai multe informații consultați Rotterdam Open 2023 – Dublu

## Puncte și premii în bani

### Puncte
| Probă  | C   | F   | SF  | QF | R16 | R32 | Q   | Q2  | Q1  |
| Simplu | 500 | 300 | 180 | 90 | 45  | 0   | 20  | 10  | 0   |
| Dublu  | 500 | 300 | 180 | 90 | 0   | N/A | N/A | N/A | N/A |

### Premii în bani
| Probă  | C        | F        | SF       | QF      | R16     | R32     | Q2     | Q1     |
| Simplu | €387,940 | €208,730 | €111,245 | €56,835 | €30,345 | €16,180 | €8,295 | €4,650 |
| Dublu* | €127,440 | €67,960  | €34,380  | €17,190 | €8,900  | N/A     | N/A    | N/A    |

*per echipă